# Torneio de Candidatos de 1997
O Torneio de Candidatos de 1997 foi a última etapa do ciclo de 1997-1998 para escolha do desafiante ao título do Campeonato Mundial de Xadrez pela FIDE. O torneio foi disputado pelo Sistema eliminatório com 128 participantes. A competição durou de 9 a 30 de dezembro, tendo sido disputada na cidade Groninga, nos Países Baixos. Participaram da competição os melhores jogadores selecionados pelo rating ELO, entretanto Garry Kasparov (1º colocado), Gata Kamsky (7º) e Susan Polgar (campeã mundial feminina) declinaram a participação. Vladimir Kramnik (2º colocado) se recusou a participar por Anatoly Karpov ter sido incluido automaticamente na final do mundial por ser o então campeão mundial da FIDE.